# Gmina Topusko
Gmina Topusko (chorw. Općina Topusko) – gmina w Chorwacji, w żupanii sisacko-moslawińskiej. W 2011 roku liczyła  2985 mieszkańców.